# Логвин
Ло́гвин — село в Україні, у Володарській селищній громаді Білоцерківського району Київської області. Розташоване при впадінні річки Тарганка у річку Рось.

## Історія
Перша згадка про село датована першою половиною 18 століття.
Існує 2 версії походження назви — за однією, назва походить від імені першопоселенця, за іншою, походить від слова «луг».
Станом на 1885 рік у колишньому власницькому селі Володарської волості Сквирського повіту Київської губернії мешкало 1330 осіб, налічувалось 182 дворових господарства, існували православна церква, школа та постоялий будинок.
За переписом 1897 року кількість мешканців зросла до 2671 особи (1300 чоловічої статі та 1371 — жіночої), з яких 2592 — православної віри.
8.06.1918 партизанський загін з Логвина прибув до недалекої Стрижавки для участі у повстанні, спровокованому російськими комісарами проти гетьманської влади та німецьких союзників.
Восени 1941 сталіністів вигнали із села. В 1943 — сталіністи повернулися.

## Населення

### Мова
Розподіл населення за рідною мовою за даними перепису 2001 року:
| Мова       | Кількість | Відсоток |
| ---------- | --------- | -------- |
| українська | 976       | 97.99%   |
| російська  | 16        | 1.61%    |
| вірменська | 2         | 0.20%    |
| румунська  | 2         | 0.20%    |
| Усього     | 996       | 100%     |